# Vexierfrage
Eine Vexierfrage (lat. vexare „plagen, quälen“) ist eine verfängliche Frage, die ein Problem stellt, das für den Antwortenden zunächst nicht lösbar erscheint und es ggf. auch objektiv nicht ist.
Klassische Beispiele sind
- (lat.) acervus, (gr.) sorites, Haufenschluss bzw. Paradoxie des Haufens[2]: Bei einem Haufen Sand kommt es auf ein Korn mehr oder weniger nicht an. Ein Korn ist aber noch kein Haufen, zwei Körner sind noch kein Haufen, geben wir noch eins hinzu, so ist es kein Haufen usw. Da es Sandhaufen gibt, muss es ein bestimmtes Korn gegeben haben, durch dessen Hinzunahme der Haufen entstanden ist. Also kommt es doch auf ein Korn mehr oder weniger an. Das wievielte Korn macht den Haufen aus?
- (lat.) calvus, (gr.) phalakros, „Kahlkopf“: „Wie viele Haare muss man jemandem ausziehen, damit er kahlköpfig wird?“[3]
- (lat.) velatus, (gr.) enkekalymmenos, dialanthanôn, „Verhüllter“; beispielsweise: „Kannte Elektra ihren [von früher her bekannten] Bruder, ehe er sich [jetzt, da er nicht direkt erkannt worden wäre] genannt hatte?“[4]